# Happy Lesson
Happy Lesson (яп. ハッピー・レッスン Хаппи: Рэссун, Счастливый урок) — манга, которую написал Муцуми Сасаки и иллюстрировал Синносукэ Мори. Также была выпущена аудиопьеса и игра для Dreamcast. Первый OVA и аниме-сериал был лицензирован на территории США компанией ADV Films.

## Сюжет
Главный герой Титосэ Хитотосэ, старшеклассник школы Коёми остаётся сиротой в большом и шикарном доме после того, как его родители погибают от несчастного случая. Вроде как кажется что у парня начинается взрослая и самостоятельная жизнь, но по воле судьбе к Титосэ прибывают жить пять прелестных девушек, учительниц из школы Коёми. Они отныне будут бороться за звание лучшей матери и ухаживать за Титосэ. Для парня наступают страшные дни. Ведь теперь пять новых мам будут его усердно опекать, любить и воспитывать к тому же среди других школьниц есть кандидатки на его сердце, не говоря уже о родной сестре, инопланетянке и китаянке.

## Список персонажей
Титосэ Хитотосэ (яп. 仁歳 チトセ Хитотосэ Титосэ) — Главный герой, который переехал в дом своих покойных родителей. Позже к нему тайно переезжают пять учительниц, чтобы стать мамами Титосэ. В начале серии он показан как сильный парень, который может постоять за себя. Так например он избил двух других парней, когда те стали высмеивать его из-за родителей. Позже он влюбляется в Мицуки и к концу второго сезона они впервые целуются.
Сэйю: Дайсукэ Кисио
Мицуки Итимондзи (яп. 一文字 むつき Итимондзи Мицуки) — Классный руководитель класса Титосэ и учительница Японской литературы. Первая, кто проехал жить к Титосэ. Очень нежная и добрая, что очень выгодно для главного героя в качестве её ученика. Когда она не ухаживает за Титосэ, занимается готовкой и уборкой.
Сэйю: Рури Асано
Кисараги Ниномай (яп. 二ノ舞 きさらぎ Ниномай Кисараги) — Учительница физики. Помешана на науке и заинтересованна в явлениях, объяснимых наукой. Хотя она очень эмоциональная, Кисараги невероятно тёплая, добрая и любит малышей. Заботится об окружающих. Позже выясняется, что она инопланетянка, по причине чего так много знает о науке.
Сэйю: Акико Кимура
Яёй Сандзэйн (яп. 三世院 やよい Сандзэйн Яёй) — Школьная медсестра и мико (жрица синтоисткого храма). Яёй как правило спокойная, но если она чувствует, что Титосэ грозит опасность, сражается на мечах. Она также очень популярна в школе среди студентов, которые нередко симулируют у себя травмы и ранения, чтобы Яёй их лечила.
Сэйю: Кикуко Иноуэ
Удзуки Ситэнно (яп. 四天王 うづき Ситэнно: Удзуки) — Учительница искусств. Ведёт себя как маленькая девочка. Завязывает бесконечные споры с Сацуки. Обожает косплей и часто носит ангельские крылья.
Сэйю: Кимико Кояма
Сацуки Гокадзё (яп. 五箇条 さつき Гокадзё: Сацуки) — Тренер легкой атлетики, очень сильная, прямолинейная, агрессивная и склонна к насильственным действиям. Часто делает раньше, чем думает. Носит прозвище «женщина-медведь» так как любит носить пижаму с медведями и ведёт иногда себя как животное.
Сэйю: Каору Сасадзима
Минадзуки Рокумацури (яп. 六祭 みなづき Рокумацури Минадзуки) — Младшая сестра Титосэ. Посещает среднюю школу (Титосэ — старшую) и живёт вместе со своей сестрой Хадзуки в многоквартирном доме недалеко от дома Титосэ. Мина очень любит Титосэ и помогает ему при возможности и хочет выйти замуж за него, когда вырастет.
Сэйю: Нана Мидзуки
Фумицуки Нанакороби (яп. 七転 ふみつき Нанакороби Фумицуки) — Староста класса Титосэ. Влюблена в него, хотя он и не обращает внимания на неё. У неё лучшие оценки, и Фумицуки всё время пытается завоевать сердце Титосэ. Очень строгая и агрессивная и порой заставляет молчать студентов. К концу первого сезона признаётся в любви Титосэ.
Сэйю: Рёка Сима
Хадзуки Ядзакура (яп. 八桜 はづき Ядзакура Хадзуки) — Старшая сестра Титосэ и поп-идол. Как правило гастролирует по Японии. Её пение очень красивое и завоевало сердца людей по всей стране. Может съесть огромное количество еды за короткое время.
Сэйю: Миэ Сонодзаки
Нагацуки Курон (яп. 九龍 ながつき Курон Нагацуки) — Таинственный ребенок из Китая, утверждает что является законным ребёнком Мицуки. Владеет хорошо кунг-фу, впервые появляется в китайском платье но остальное время предпочитает одеваться как мальчик. Позже признаётся в любви Титосэ.
Сэйю: Тамаки Наканиси
Канна Тогакуси (яп. 十隠 カンナ Тогакуси Канна) — Подруга детства Кисараги. Она представлена как высококвалифицированный специалист которая стремится захватить мир, но по техническим навыкам отстаёт от Кисараги. После встречи с Титосэ она сразу же начинает давить на него и пытается завладеть его сердцем, используя как случайные разговоры так и технологические силы.
Сэйю: Акико Накагава

## Медия

### Манга
Выпускалась в ежемесячном журнале Dengeki G's Magazine с апреля 1999 года по сентябрь 2002 года

### Аниме
На основе сюжета манги были сняты 2 OVA сериала и 2 аниме-сериала.

#### Список серий
| OVA     | OVA                                                                                     | OVA                 |
| № серии | Название                                                                                | Трансляция в Японии |
| ------- | --------------------------------------------------------------------------------------- | ------------------- |
| 01      | Exciting - Mama Teachers «Доки Доки - Мама Ти:тя:» (どきどき☆ママティーチャー)          |                     |
| 02      | Exciting - Vacation! «Ваку Ваку - Вакэ:сён» (わくわく☆ヴァケーション)                   |                     |
| 03      | Unsettling - Happy Mamas! «Хара Хара - Хаппи: Мама» (はらはら☆ハッピーママ)             |                     |
| 04      | Cheerful - Koyomi On Stage «Уки Уки - Коёми Он Сутэ:дзи» (うきうき☆こよみオンステージ)  |                     |
| 05      | Sparkling - Shrine Maiden Teacher «Кира Кира - Мико Ти:тя:» (きらきら☆巫女ティーチャー) |                     |

| Happy Lesson                          | Happy Lesson                                                                                              | Happy Lesson        |
| № серии                               | Название                                                                                                  | Трансляция в Японии |
| ------------------------------------- | --- | ------------------- |
| 01                                    | Exciting - Teacher Moms «Доки Доки - Мама Ти:тя:» (ドキドキ☆ママティーチャー)                             |                     |
| 02                                    | Happy - Let's Study «Рун Рун - Обэнкё: Симасё!» (ルンルン☆お勉強しましょ!)                                |                     |
| 03                                    | Bye-Bye - Adieu Spirit of Misfortune «Бай Бай - Сараба Фуко:син» (バイバイ☆さらば不幸神)                  |                     |
| 04                                    | Unsteady - Which Place is Big Brother's? «Фура Фура - Онии-тян ва Дотти?» (フラフラ☆お兄ちゃんはどっち?)  |                     |
| 05                                    | Freezing - One Night In A Blizzard «Ган Ган - Фубуки но Ития» (ガンガン☆吹雪の一夜)                       |                     |
| 06                                    | Restless - Conquer The World «Модзи Модзи - Сэкай Сэйфуку?!» (モジモジ☆世界征服?!)                        |                     |
| 07                                    | Exciting - Mina Does Her Best! «Моэ Моэ - Мина-тян Ганбару!» (モエモエ☆みなちゃん頑張る!)                 |                     |
| 08                                    | Floating - Uzuki is an Angel? «Фува Фува - Удзуки ва Тэнси?» (フワフワ☆うづきは天使?)                     |                     |
| 09                                    | Exhausting - Club Activities! «Кута Кута - Курабэ Кацудо:» (クタクタ☆クラブ活動)                          |                     |
| 10                                    | Dithering - Hazuki Announces Her Retirement? «Оро Оро - Хадзуки Интай Сэнгэн?» (オロオロ☆はづき引退宣言?) |                     |
| 11                                    | Dizzying - The Big Transformation of Her Dreams «Кура Кура - Юмэ но Дай Хэнсин!» (クラクラ☆夢の大変身!)   |                     |
| 11.5                                  | Nice and Warm - Alone With Kanna «Хока Хока - Канна то Футари Кири» (ホカホカ☆カンナと二人きり)           |                     |
| Бонусная серия, выпущенная на 3-м DVD | |                     |
| 12                                    | Love-Love - Koyomi School Festival «Рабу Рабу - Коёми Бункасай» (ラブラブ☆こよみ文化祭)                   |                     |
| 13                                    | Teary - Did I See A Secret «Уру Уру - Химицу Митятта!?» (ウルウル☆秘密見ちゃった!?)                       |                     |

| Happy Lesson Advance    | Happy Lesson Advance                                                                                  | Happy Lesson Advance |
| № серии                 | Название                                                                                              | Трансляция в Японии  |
| ----------------------- | --- | -------------------- |
| 01                      | Sparkly - Uniform Show «Пика Пика - Сэйфуку Мацури» (ピカピカ★制服まつり)                             |                      |
| 02                      | Clearly - Nagatsuki's Secret «Барэ Барэ - Нагацуки но Химицу» (バレバレ★ながつきの秘密)               |                      |
| 03                      | Impatient - Uzuki is a Mom «Удзу Удзу - Удзуки ва Мама» (ウズウズ★うづきはママ)                       |                      |
| 04                      | Well Well - A Day of Nurse's Office «Ярэ Ярэ - Хокэнсицу но 1 Хи» (ヤレヤレ★保健室の1日)              |                      |
| 05                      | Rustle Rustle - School Trip «Сова Сова - Сёгакурёко:» (ソワソワ★修学旅行)                             |                      |
| 06                      | Sharp Senses - Mina-chan in Big Crisis «Пин Пин - Мина-тян Дай Пинти» (ピンピン★みなちゃん大ピンチ)   |                      |
| 07                      | Popular - Satsuki's Omiai «Мотэ Мотэ - Сацуки но Омиаи» (モテモテ★さつきのお見合い)                   |                      |
| 08                      | Swaying - Memories at the Shore «Юра Юра - Хамабэ но Омоидэ» (ユラユラ★浜辺の思い出)                  |                      |
| 09                      | Warm and Fuzzy - Alone With Kanna «Хока Хока - Канна то Футари Кири» (ホカホカ★カンナと二人きり)      |                      |
| 10                      | Lies Lies - Goodbye, Kii-Chan «Усо Усо - Саёнара Кии-тян» (ウソウソ★さよならきーちゃん)               |                      |
| 11                      | Noisy - Hazuki's My Shop «Гая Гая - Хадзуки но Май Сёппу» (ガヤガヤ★はづきのマイショップ)             |                      |
| 12                      | Why Why - Mutsuki Runs Away From Home «Надзэ Надзэ - Муцуки но Иэдэ» (ナゼナゼ★むつきの家出)          |                      |
| 13                      | Clamor - A Farewell Day «Вай Вай - Овакарэ но Хи» (ワイワイ★お別れの日)                               |                      |
|                         | Crying - Kanna's Christmas Rebellion «Хау Хау - Канна но X'масу Со:до:» (バウバウ★カンナのX'マス騒動) |                      |
| Спэшл, выпущенный с DVD | |                      |

| Happy Lesson: The Final | Happy Lesson: The Final                                                                           | Happy Lesson: The Final |
| № серии                 | Название                                                                                          | Трансляция в Японии     |
| ----------------------- | ------------------------------------------------------------------------------------------------- | ----------------------- |
| 01                      | Hot - Test of Courage in the Cool Evening «Ацу Ацу - Но:рё: Кимодамэси» (あつあつ☆納涼キモだめし) |                         |
| 02                      | Pure - Mutsuki's Big Love!? «Уфу Уфу - Муцуки но Дай Рэнъай!?» (うぶうぶ☆むつきの大恋愛!?)        |                         |
| 03                      | Well Well - Happy Finale! «Ярэ Ярэ - Хаппи: Дайдэн!» (やれやれ☆ハッピー大団円!)                   |                         |

### Музыка
Happy Lesson OVA
- Открытие: "C'" ("C Dash"), исполняла:  Хикари Окамото
- Концовка: "Place", исполняли: Five Moms

Happy Lesson
- Открытие: "Telescope" (яп. テレスコープ Тэрэсуко:пу), исполняли: Sleepin' Johnny Fish
- Концовка: "Dreamtown, Tokyo Life" (яп. 夢の都TOKYO LIFE Юмэ но Мияко TOKYO LIFE), исполняла: Акико Накагава

Happy Lesson Advance
- Открытие: "Radio Jack" (яп. RADIOジャック RADIO Дзякку), исполняли: Sleepin' Johnny Fish
- Концовки:
  1. "Party" (яп. パーティー Па:ти:), исполняли: Millio (серии 1–12)
  2. "Love Goes On", исполняла:  Миэ Сонадзаки (серия 13)

Happy Lesson: The Final
- Открытие: "Hikari Hitotsu Hirari" (яп. ひかりひとつひらり Хикари Хитоцу Хирари), исполняли:  Sleepin' Johnny Fish
- Концовка: "Paradise", исполняли:  Grace

## Критика
Сериал получил достаточно положительные отзывы англоязычной аудитории. Стиг Хогсет пишет в одном из своих отзывов, что создатели сумели отлично сбалансировать сериал между драмой и комедией. Нету также моментов, которые отвлекают зрителя от главного содержания. Дон Хьюстон из обзора DVD заявил, что было забавно наблюдать, как несколько часов Титосэ и его мамы-учительницы попадали в различные забавные ситуации. Крис Беверидж, представитель AnimeonDVD отметил, что нашёл в сериале гораздо больше позитивных моментов, чем ожидал и наслаждался просмотром сериала несколько дней.